# タマゴラス
タマゴラスは、日本の玩具シリーズの一つ。1984年（昭和59年）にバンダイから発売された。全高約5センチメートルの鶏卵型から、動物や恐竜などに変形する、男児向け玩具である。
変形の精密さと高いデザイン性が好評を呼び、本来の販売対象である児童層にみならず、幅広い年代に支持された。発売後、2年から3年間で約300万個を売り上げ、累計1000万個以上に達し、1980年代のヒット商品となった。中国にも輸出され、年間販売200万個を売り上げる大ヒット商品になった。中国で玩具のテレビコマーシャルが放映されたのは、タマゴラスが初である。
2008年（平成20年）11月、大人のコレクターの間で、打ち切りになった玩具を求める需要が高まっていることで、バンダイから3タイプが再発売された。デザインは現代風に一新された。
2018年（平成30年）2月には、カプセルトイ「ガシャポンタマゴラス」として販売された。卵型のデザインをいかし、カプセルのない卵の状態で自動販売機から登場して、動物などに変形する。タマゴラスの卵型のデザインがカプセルトイと相性が良い上に、カプセルトイのプラスチック製カプセルを排除し、商品自体にカプセルの機能を内包した商品の展開が精力的であることが、カプセルトイ化に繋がった。デザインは子供たちの嗜好に合わせて、頭身バランスやディテールなどがスタイリッシュに改められた。その後も2020年（令和2年）以降まで、販売が続けられている。